# Chiton articulatus
La especie Chiton articulatus, conocida comúnmente como cucaracha de mar o lengua de perro, es una especie de molusco poliplacóforo de la familia Chitonidae1. 

## Clasificación y descripción
Esta especie de quitón tiene un cuerpo ovalado y de gran tamaño, alcanzando hasta los 75 mm de longitud. El color de las valvas varía desde el verde olivo a marrón. Tiene el tegumento liso, con líneas de crecimiento evidentes. Cinturón cubierto por escamas circulares traslapadas, formando franjas longitudinales de dos tonalidades de verde. Valva cefálica con 17 hendiduras en la placa de inserción; dientes de diferente tamaño, serrados y prolongados2.

## Distribución
Chiton articulatus es una especie endémica de México, distribuyéndose a lo largo de la costa del pacífico2.

## Ambiente
Vive en substrato rocoso en la franja intermareal, principalmente en la zona de rompientes. Se puede encontrar comúnmente en grietas, debajo de rocas y en otros substratos duros como conchas3.

## Estado de Conservación
En México, esta especie es consumida en localidades de los estados de Jalisco, Colima, Guerrero y Oaxaca4. Su consumo es considerado de subsistencia, por lo que no está regulada ni por la Ley General de Pesca y Acuacultura Sustentables ni la Ley General del Equilibrio Ecológico y la Protección al Ambiente, sin embargo se prevé que si no es regulada, puede generar cambios poblacionales y afectar la estructura y dinámica de esta especie4,5,6. Hasta el momento no se encuentra en ninguna categoría de protección, ni en la Lista Roja de la IUCN (International Union for Conservation of Nature) ni en CITES (Convención sobre el Comercio Internacional de Especies Amenazadas de Fauna y Flora Silvestres).